# Norsko na Eurovision Song Contest
Norsko se zúčastnilo 63 ročníků soutěže Eurovision Song Contest, poprvé v roce 1960. Země od té doby na soutěži chyběla pouze dvakrát – poprvé v roce 1970 Eurovizi bojkotovala kvůli neshodám ohledně systému hlasování, a podruhé v roce 2002, kdy se nemohla zúčastnit kvůli špatnému výsledku z předchozího ročníku. Soutěž vysílá veřejnoprávní společnost NRK, která také pořádá soutěž Melodi Grand Prix, jejíž vítěz tradičně zemi v Eurovizi zastupuje.
Norsko vyhrálo třikrát, poprvé v roce 1985 Bobbysocks!, poté o deset let později Secret Garden a poslední vítězství zajistil Alexander Rybak v roce 2009. Naopak jako poslední skončilo Norsko ve finále 12krát, z toho 4krát s nula body. V roce 2019 se Norsko stalo třetí zemí, která sice skončila první v hlasování diváků, ale nedokázala vyhrát celkově. Celkem se země dostala mezi 5 nejlepších 12krát, naposledy skončila pátá zpěvačka Alessandra v roce 2023.

## Výsledky
| Rok                    | Interpret                                   | Píseň                              | Jazyk                     | Finále        | Finále        | Semifinále                  | Semifinále                  |
| Rok                    | Interpret                                   | Píseň                              | Jazyk                     | Pořadí        | Body          | Pořadí                      | Body                        |
| ---------------------- | ------------------------------------------- | ---------------------------------- | ------------------------- | ------------- | ------------- | --------------------------- | --------------------------- |
| 1960                   | Nora Brockstedt                             | „Voi Voi“                          | norština                  | 4.            | 11            | nekonalo se                 | nekonalo se                 |
| 1961                   | Nora Brockstedt                             | „Sommer i Palma“                   | norština                  | 7.            | 10            | nekonalo se                 | nekonalo se                 |
| 1962                   | Inger Jacobsen                              | „Kom sol, kom regn“                | norština                  | 10.           | 2             | nekonalo se                 | nekonalo se                 |
| 1963                   | Anita Thallaug                              | „Solhverv“                         | norština                  | 13.           | 0             | nekonalo se                 | nekonalo se                 |
| 1964                   | Arne Bendiksen                              | „Spiral“                           | norština                  | 8.            | 6             | nekonalo se                 | nekonalo se                 |
| 1965                   | Kirsti Sparboe                              | „Karusell“                         | norština                  | 13.           | 1             | nekonalo se                 | nekonalo se                 |
| 1966                   | Åse Kleveland                               | „Intet er nytt under solen“        | norština                  | 3.            | 15            | nekonalo se                 | nekonalo se                 |
| 1967                   | Kirsti Sparboe                              | „Dukkemann“                        | norština                  | 14.           | 2             | nekonalo se                 | nekonalo se                 |
| 1968                   | Odd Børre                                   | „Stress“                           | norština                  | 13.           | 2             | nekonalo se                 | nekonalo se                 |
| 1969                   | Kirsti Sparboe                              | „Oj, oj, oj, så glad jeg skal bli“ | norština                  | 16.           | 1             | nekonalo se                 | nekonalo se                 |
| bez účasti v roce 1970 |                                             |                                    |                           |               |               | nekonalo se                 | nekonalo se                 |
| 1971                   | Hanne Krogh                                 | „Lykken er“                        | norština                  | 17.           | 65            | nekonalo se                 | nekonalo se                 |
| 1972                   | Grethe Kausland a Benny Borg                | „Småting“                          | norština                  | 14.           | 73            | nekonalo se                 | nekonalo se                 |
| 1973                   | Bendik Singers                              | „It's Just a Game“                 | angličtina, francouzština | 7.            | 89            | nekonalo se                 | nekonalo se                 |
| 1974                   | Anne-Karine Strøm a Bendik Singers          | „The First Day of Love“            | angličtina                | 14.           | 3             | nekonalo se                 | nekonalo se                 |
| 1975                   | Ellen Nikolaysen                            | „Touch My Life (with Summer)“      | angličtina                | 18.           | 11            | nekonalo se                 | nekonalo se                 |
| 1976                   | Anne-Karine Strøm                           | „Mata Hari“                        | angličtina                | 18.           | 7             | nekonalo se                 | nekonalo se                 |
| 1977                   | Anita Skorgan                               | „Casanova“                         | norština                  | 14.           | 18            | nekonalo se                 | nekonalo se                 |
| 1978                   | Jahn Teigen                                 | „Mil etter mil“                    | norština                  | 20.           | 0             | nekonalo se                 | nekonalo se                 |
| 1979                   | Anita Skorgan                               | „Oliver“                           | norština                  | 11.           | 57            | nekonalo se                 | nekonalo se                 |
| 1980                   | Sverre Kjelsberg a Mattis Hætta             | „Sámiid ædnan“                     | norština                  | 16.           | 15            | nekonalo se                 | nekonalo se                 |
| 1981                   | Finn Kalvik                                 | „Aldri i livet“                    | norština                  | 20.           | 0             | nekonalo se                 | nekonalo se                 |
| 1982                   | Jahn Teigen a Anita Skorgan                 | „Adieu“                            | norština                  | 12.           | 40            | nekonalo se                 | nekonalo se                 |
| 1983                   | Jahn Teigen                                 | „Do Re Mi“                         | norština                  | 9.            | 53            | nekonalo se                 | nekonalo se                 |
| 1984                   | Dollie de Luxe                              | „Lenge leve livet“                 | norština                  | 17.           | 29            | nekonalo se                 | nekonalo se                 |
| 1985                   | Bobbysocks!                                 | „La det swinge“                    | norština                  | 1.            | 123           | nekonalo se                 | nekonalo se                 |
| 1986                   | Ketil Stokkan                               | „Romeo“                            | norština                  | 12.           | 44            | nekonalo se                 | nekonalo se                 |
| 1987                   | Kate Gulbrandsen                            | „Mitt liv“                         | norština                  | 9.            | 65            | nekonalo se                 | nekonalo se                 |
| 1988                   | Karoline Krüger                             | „For vår jord“                     | norština                  | 5.            | 88            | nekonalo se                 | nekonalo se                 |
| 1989                   | Britt Synnøve Johansen                      | „Venners nærhet“                   | norština                  | 17.           | 30            | nekonalo se                 | nekonalo se                 |
| 1990                   | Ketil Stokkan                               | „Brandenburger Tor“                | norština                  | 21.           | 8             | nekonalo se                 | nekonalo se                 |
| 1991                   | Just 4 Fun                                  | „Mrs. Thompson“                    | norština                  | 17.           | 14            | nekonalo se                 | nekonalo se                 |
| 1992                   | Merethe Trøan                               | „Visjoner“                         | norština                  | 18.           | 23            | nekonalo se                 | nekonalo se                 |
| 1993                   | Silje Vige                                  | „Alle mine tankar“                 | norština                  | 5.            | 120           | Kvalifikacija za Millstreet | Kvalifikacija za Millstreet |
| 1994                   | Elisabeth Andreasson a Jan Werner Danielsen | „Duett“                            | norština                  | 6.            | 76            | nekonalo se                 | nekonalo se                 |
| 1995                   | Secret Garden                               | „Nocturne“                         | norština                  | 1.            | 148           | nekonalo se                 | nekonalo se                 |
| 1996                   | Elisabeth Andreassen                        | „I evighet“                        | norština                  | 2.            | 114           | hostitelská země            | hostitelská země            |
| 1997                   | Tor Endresen                                | „San Francisco“                    | norština                  | 24.           | 0             | nekonalo se                 | nekonalo se                 |
| 1998                   | Lars A. Fredriksen                          | „Alltid sommer“                    | norština                  | 8.            | 79            | nekonalo se                 | nekonalo se                 |
| 1999                   | Stig van Eijk                               | „Living My Life Without You“       | angličtina                | 14.           | 35            | nekonalo se                 | nekonalo se                 |
| 2000                   | Charmed                                     | „My Heart Goes Boom“               | angličtina                | 11.           | 57            | nekonalo se                 | nekonalo se                 |
| 2001                   | Haldor Lægreid                              | „On My Own“                        | angličtina                | 22.           | 3             | nekonalo se                 | nekonalo se                 |
| bez účasti v roce 2002 |                                             |                                    |                           |               |               | nekonalo se                 | nekonalo se                 |
| 2003                   | Jostein Hasselgård                          | „I'm Not Afraid to Move On“        | angličtina                | 4.            | 123           | nekonalo se                 | nekonalo se                 |
| 2004                   | Knut Anders Sørum                           | „High“                             | angličtina                | 24.           | 3             | TOP 11 z předchozího roku   | TOP 11 z předchozího roku   |
| 2005                   | Wig Wam                                     | „In My Dreams“                     | angličtina                | 9.            | 125           | 6.                          | 164                         |
| 2006                   | Christine Guldbrandsen                      | „Alvedansen“                       | norština                  | 14.           | 36            | TOP 11 z předchozího roku   | TOP 11 z předchozího roku   |
| 2007                   | Guri Schanke                                | „Ven a bailar conmigo“             | angličtina                | nepostup      | nepostup      | 18.                         | 48                          |
| 2008                   | Maria                                       | „Hold On Be Strong“                | angličtina                | 5.            | 182           | 4.                          | 106                         |
| 2009                   | Alexander Rybak                             | „Fairytale“                        | angličtina                | 1.            | 387           | 1.                          | 201                         |
| 2010                   | Didrik Solli-Tangen                         | „My Heart Is Yours“                | angličtina                | 20.           | 35            | hostitelská země            | hostitelská země            |
| 2011                   | Stella Mwangi                               | „Haba Haba“                        | angličtina, svahilština   | nepostup      | nepostup      | 17.                         | 30                          |
| 2012                   | Tooji                                       | „Stay“                             | angličtina                | 26.           | 7             | 10.                         | 45                          |
| 2013                   | Margaret Berger                             | „I Feed You My Love“               | angličtina                | 4.            | 191           | 3.                          | 120                         |
| 2014                   | Carl Espen                                  | „Silent Storm“                     | angličtina                | 8.            | 88            | 6.                          | 77                          |
| 2015                   | Mørland a Debrah Scarlett                   | „A Monster Like Me“                | angličtina                | 8.            | 102           | 4.                          | 123                         |
| 2016                   | Agnete                                      | „Icebreaker“                       | angličtina                | nepostup      | nepostup      | 13.                         | 63                          |
| 2017                   | Jowst                                       | „Grab the Moment“                  | angličtina                | 10.           | 158           | 5.                          | 189                         |
| 2018                   | Alexander Rybak                             | „That's How You Write a Song“      | angličtina                | 15.           | 144           | 1.                          | 266                         |
| 2019                   | KEiiNO                                      | „Spirit in the Sky“                | angličtina                | 6.            | 331           | 7.                          | 210                         |
| 2020                   | Ulrikke                                     | „Attention“                        | angličtina                | ročník zrušen | ročník zrušen | ročník zrušen               | ročník zrušen               |
| 2021                   | Tix                                         | „Fallen Angel“                     | angličtina                | 18.           | 75            | 10.                         | 115                         |
| 2022                   | Subwoolfer                                  | „Give That Wolf a Banana“          | angličtina                | 10.           | 182           | 6.                          | 177                         |
| 2023                   | Alessandra                                  | „Queen of Kings“                   | angličtina                | 5.            | 268           | 6.                          | 102                         |
| 2024                   | Gåte                                        | „Ulveham“                          | norština                  | 25.           | 16            | 10.                         | 43                          |
| 2025                   | Kyle Alessandro                             | „Lighter“                          | angličtina                | 18.           | 89            | 8.                          | 82                          |

| Legenda | Legenda                              |
| ------- | ------------------------------------ |
| 1       | 1. místo                             |
| 2       | 2. místo                             |
| 3       | 3. místo                             |
| ◁       | poslední místo                       |
| X       | interpret vybrán, ale nezúčastnil se |

## Galerie

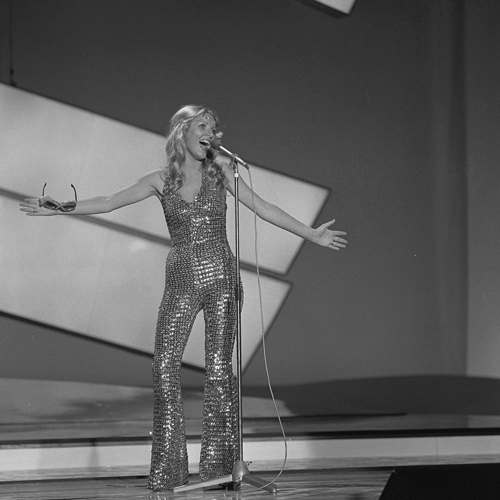
Anne-Karine Strøm v Haagu (1976)
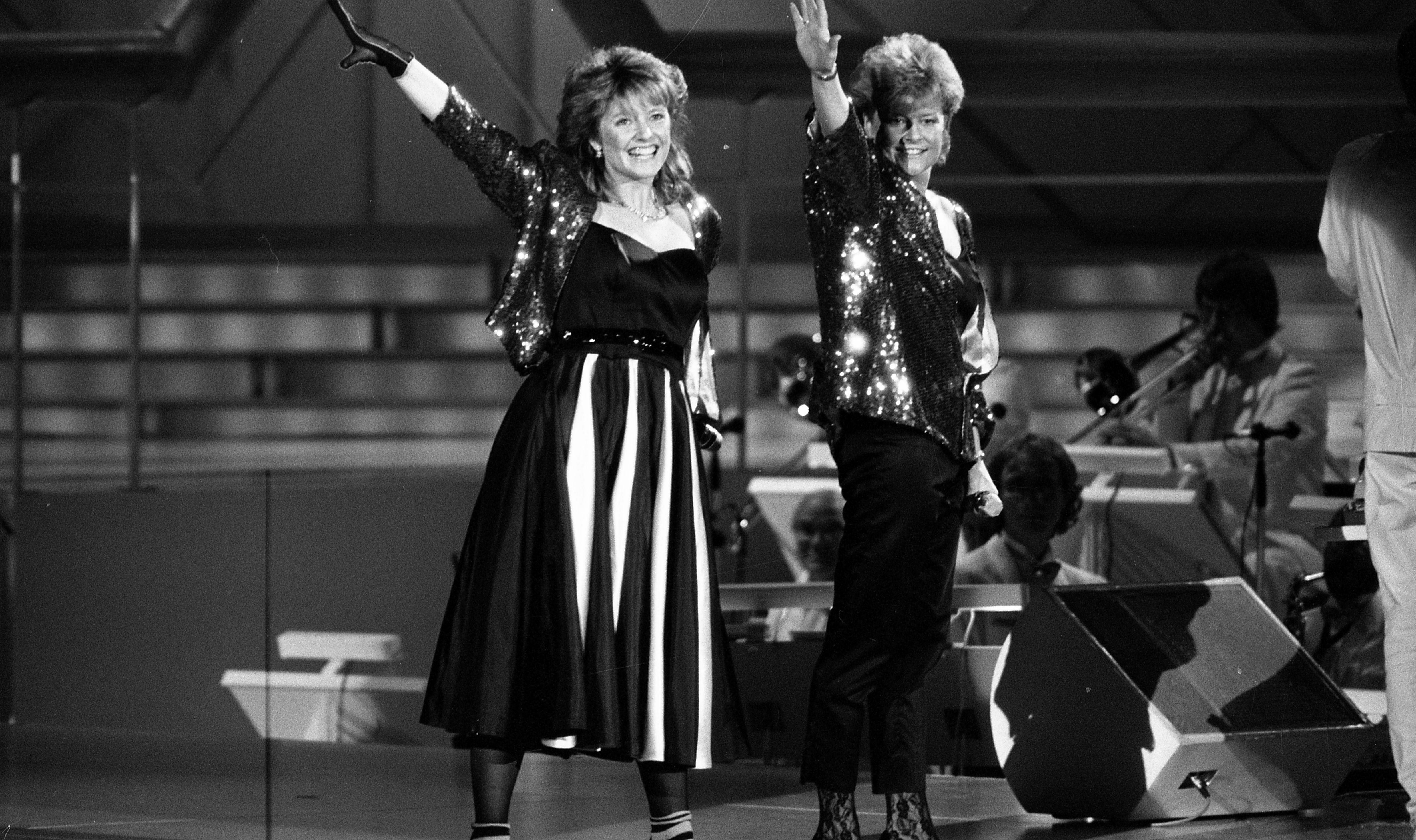
Bobbysocks! v Göthenburgu (1985)
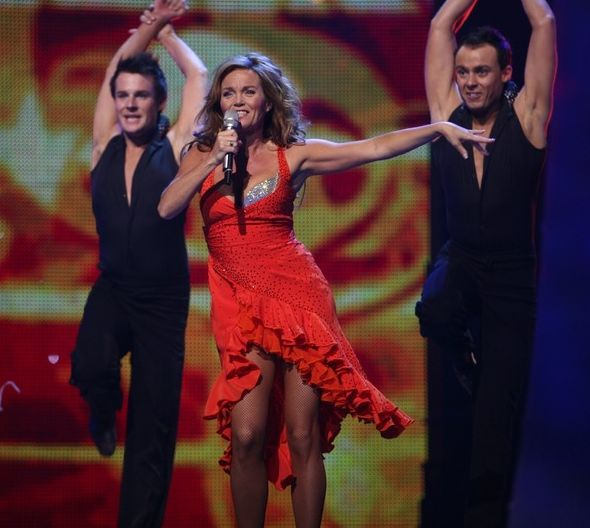
Guri Schanke v Helsinkách (2007)
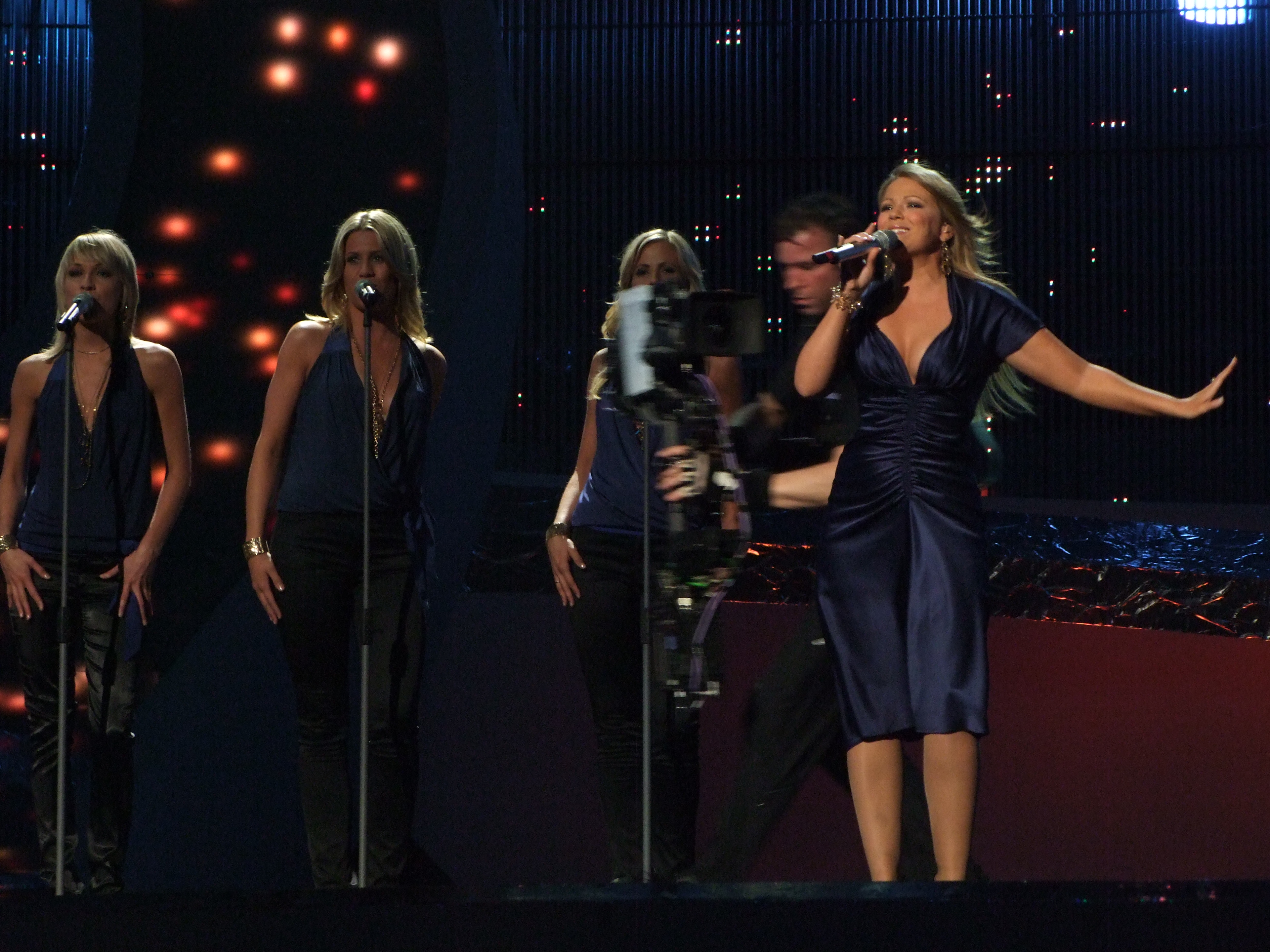
Maria Haukaas Storeng v Bělehradu (2008)
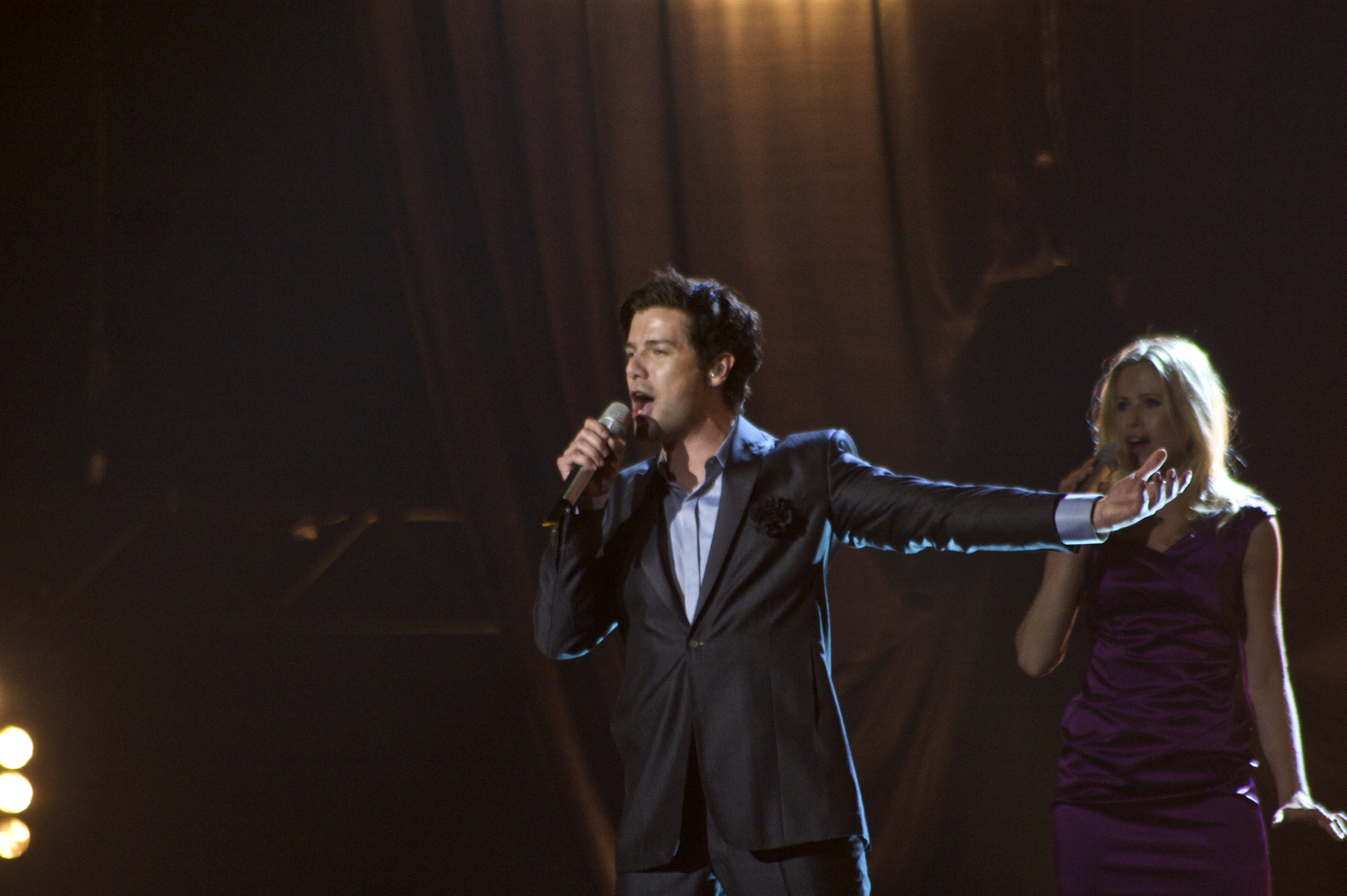
Didrik Solli-Tangen v Oslu (2010)
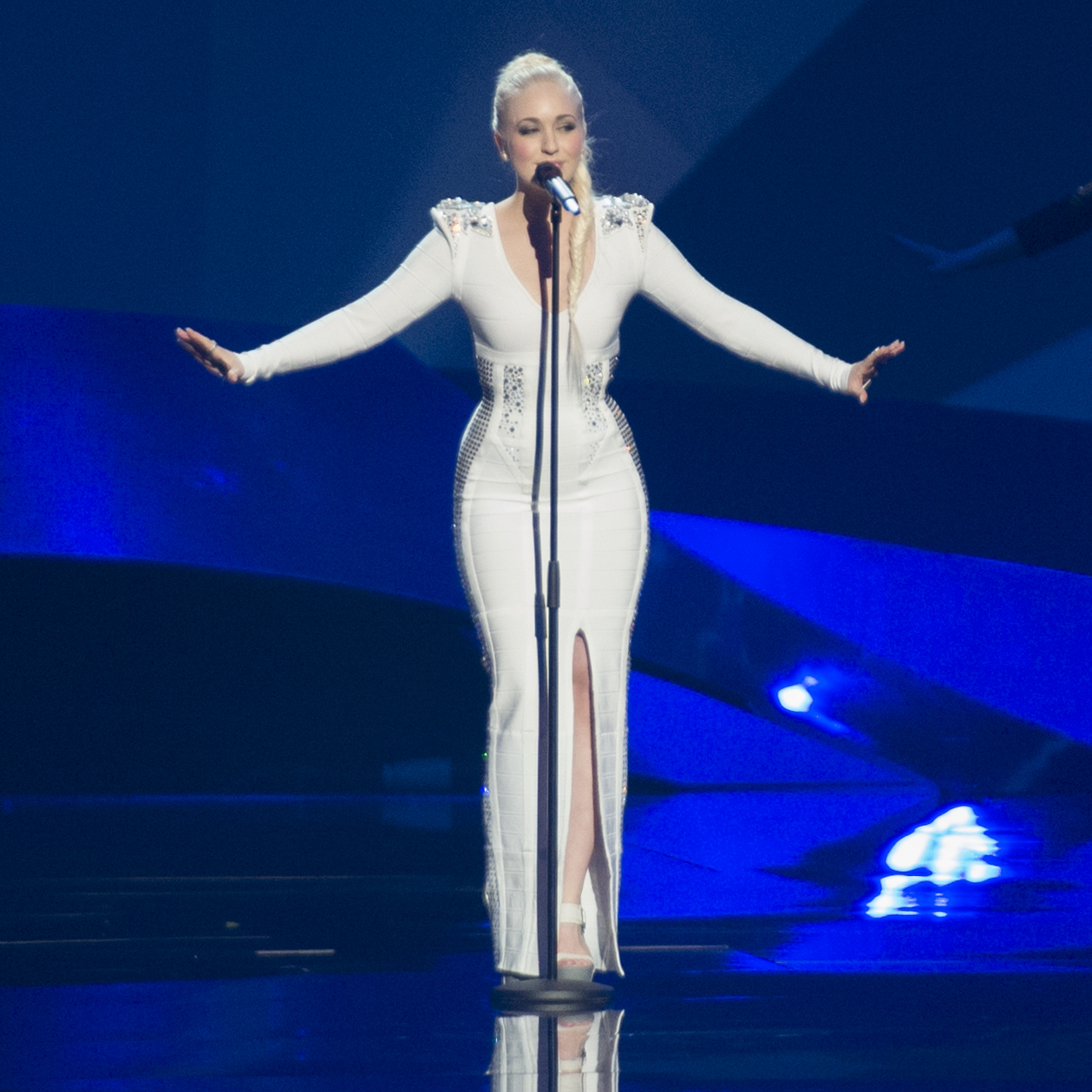
Margaret Berger v Malmö (2013)
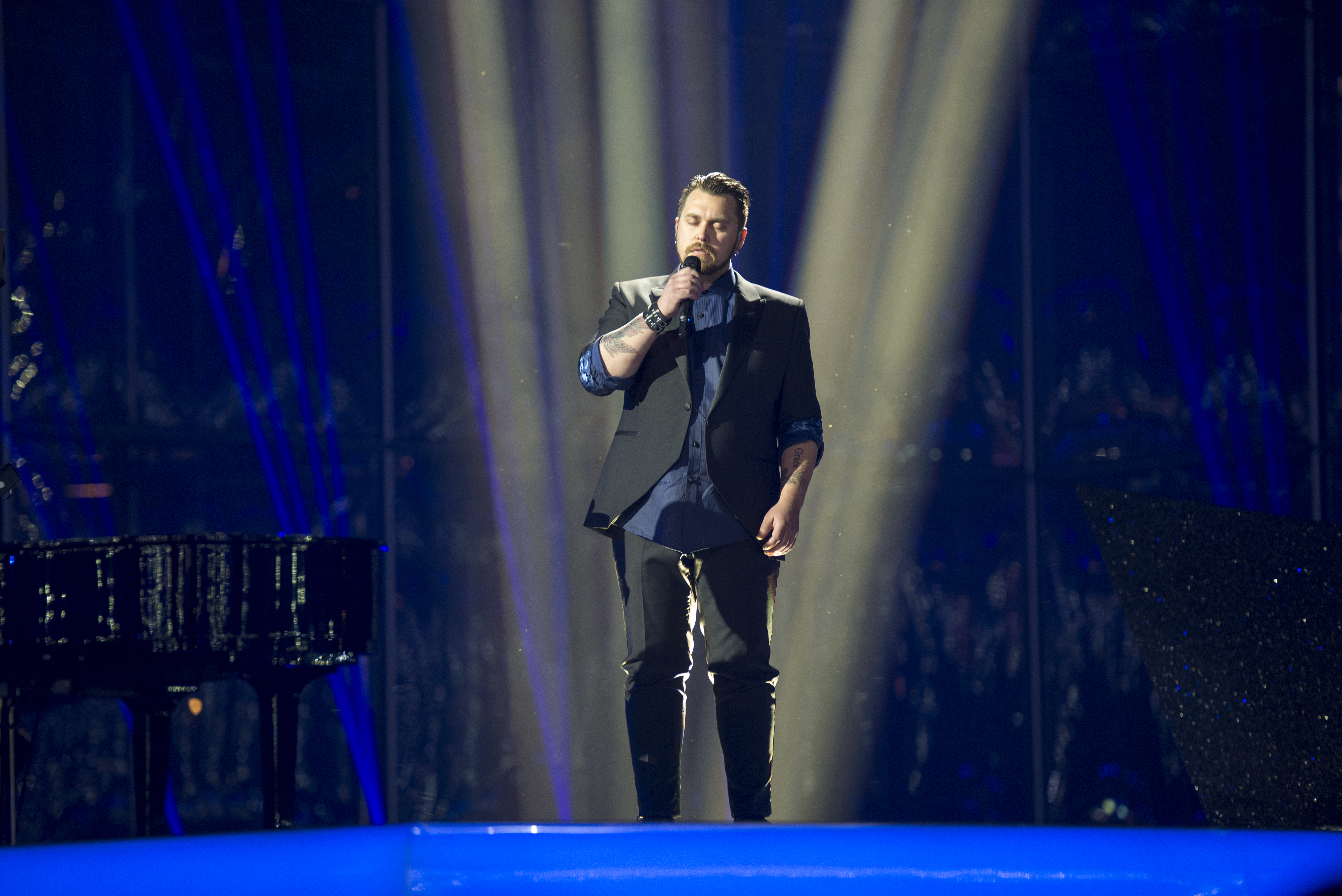
Carl Espen v Kodani (2014)
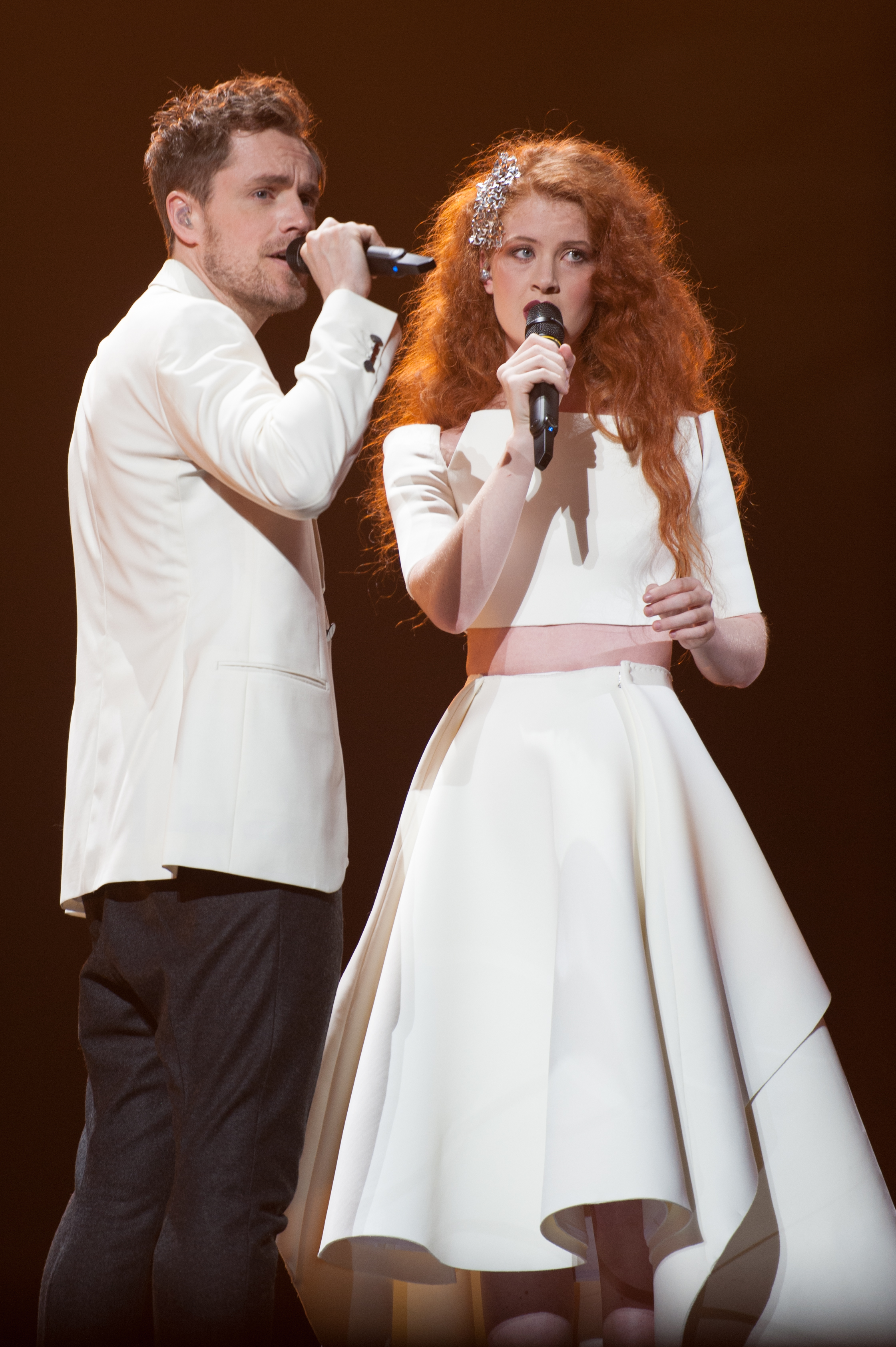
Mørland & Debrah Scarlett ve Vídni (2015)
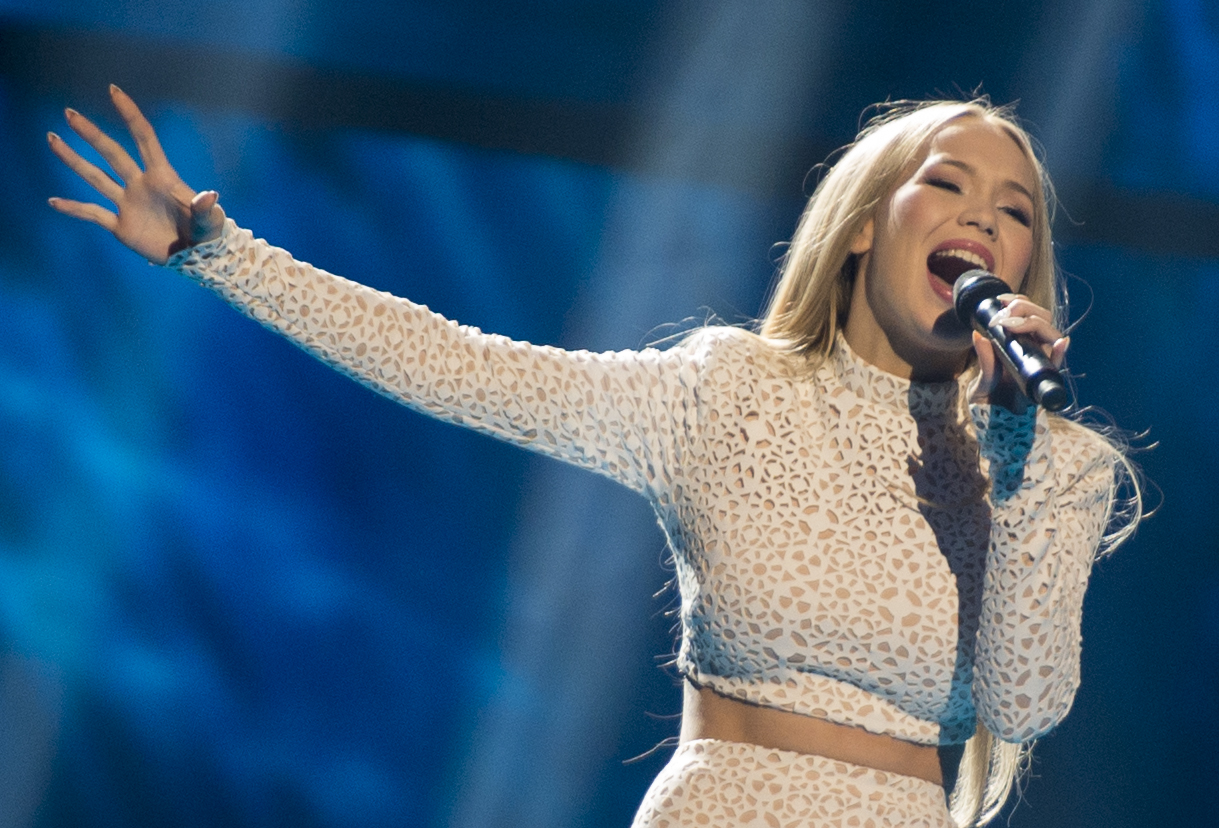
Agnete ve Stockholmu (2016)
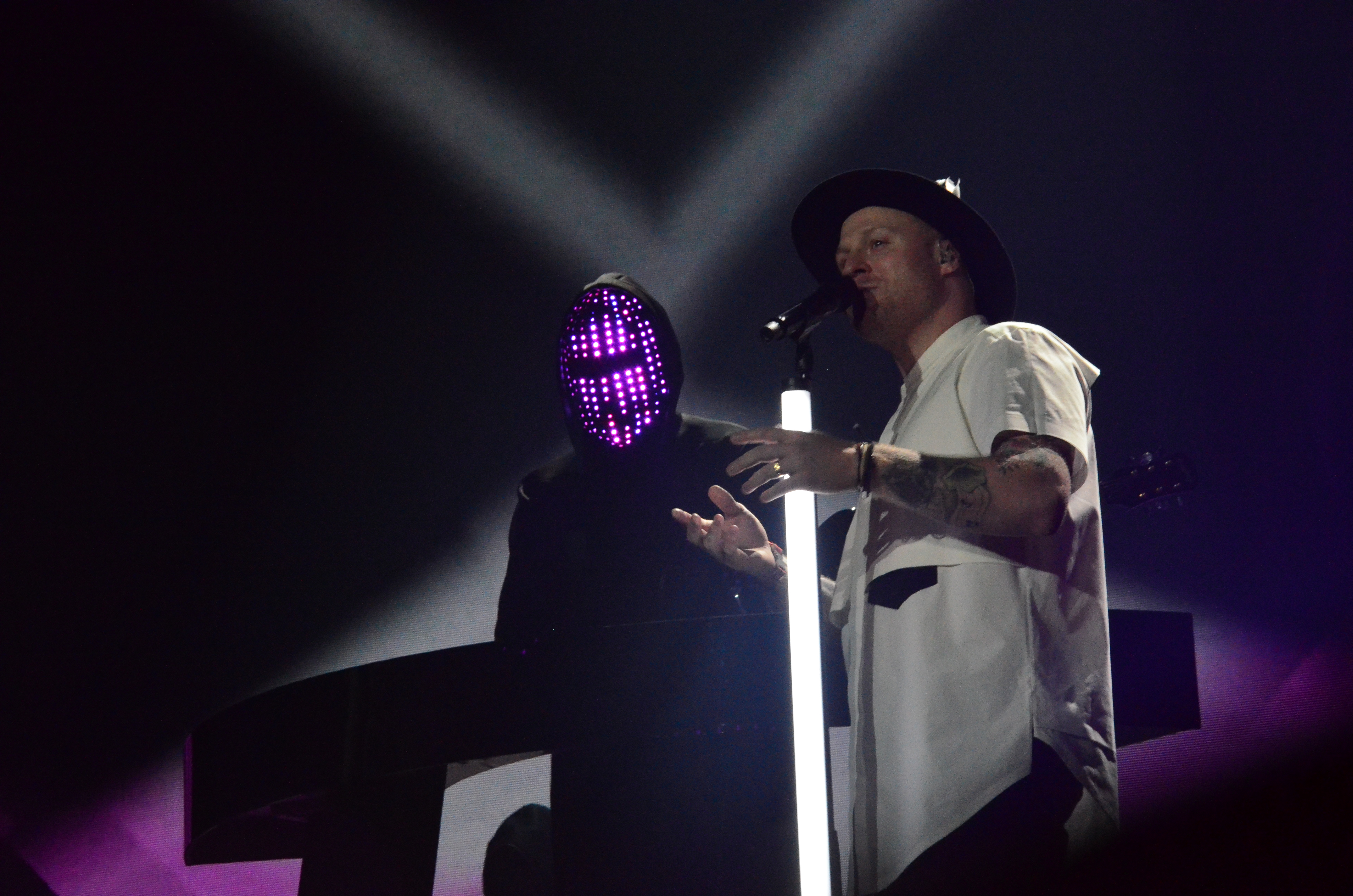
Jowst v Kyjevě (2017)
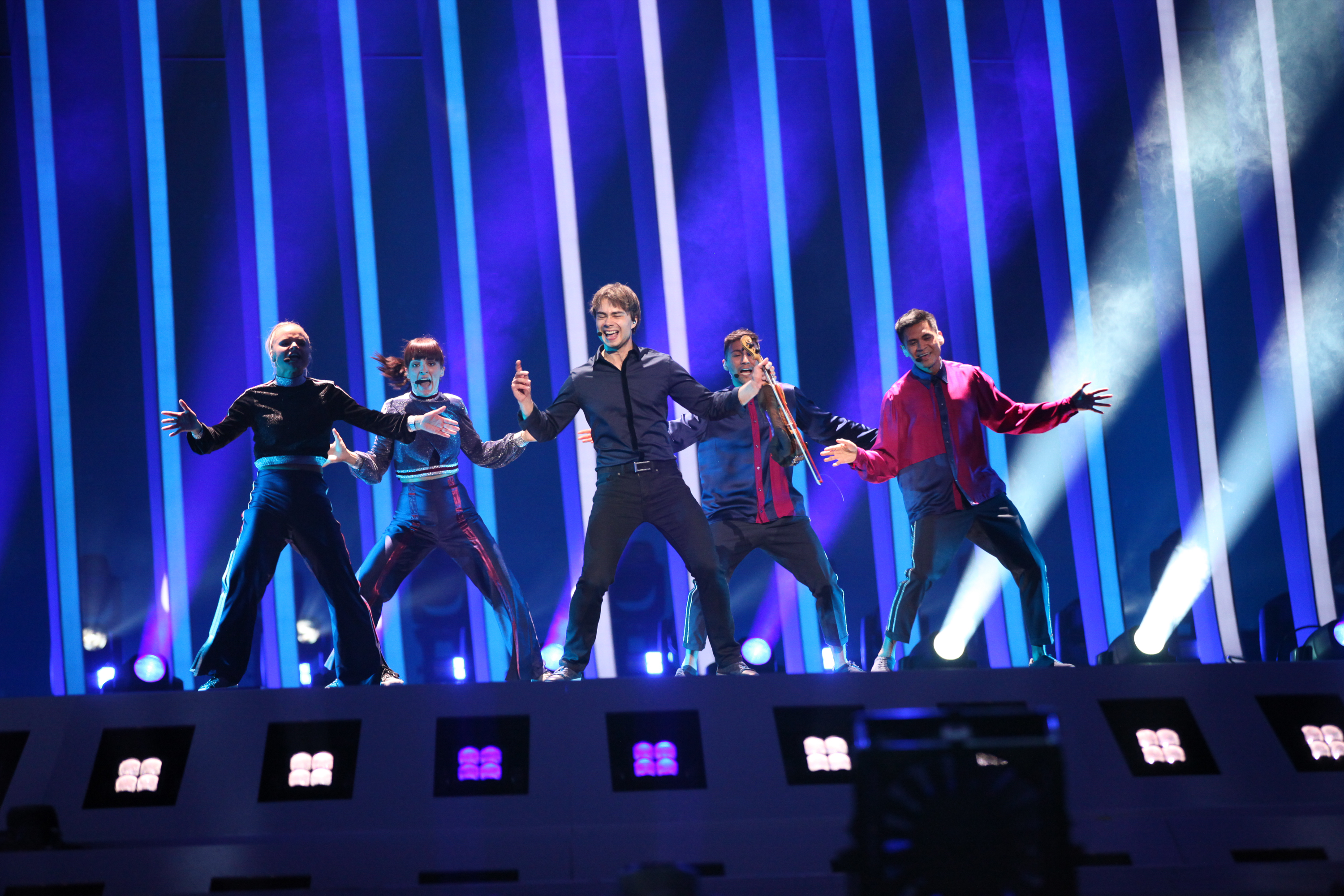
Alexander Rybak v Lisabonu (2018)
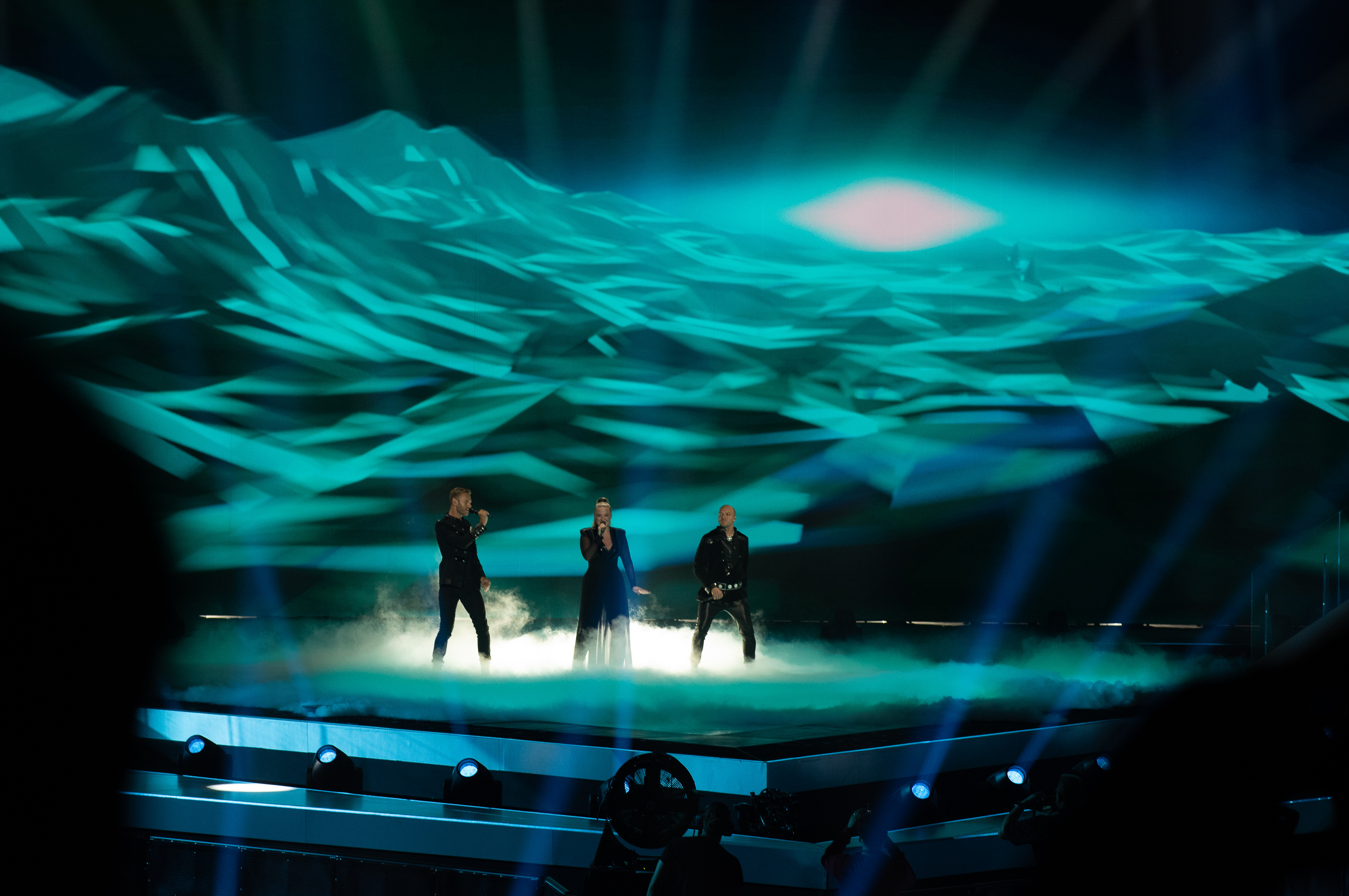
KEiiNO v Tel Avivu (2019)
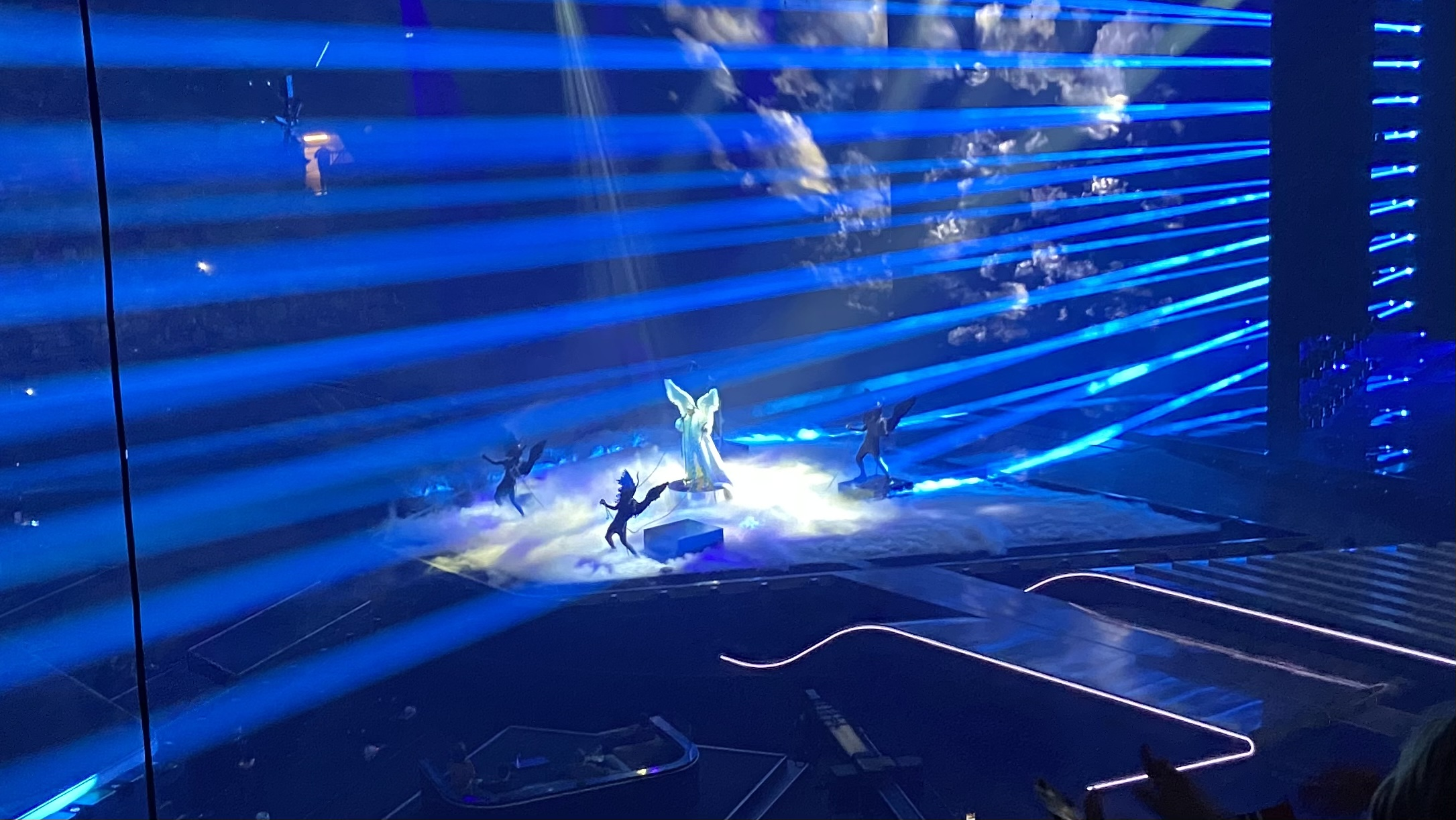
Tix v Rotterdamu (2021)
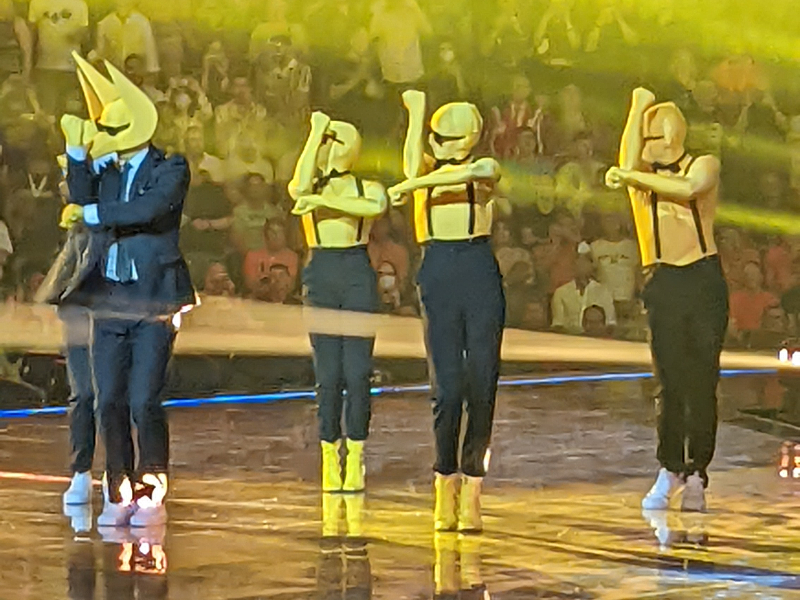
Subwoolfer v Turíně (2022)
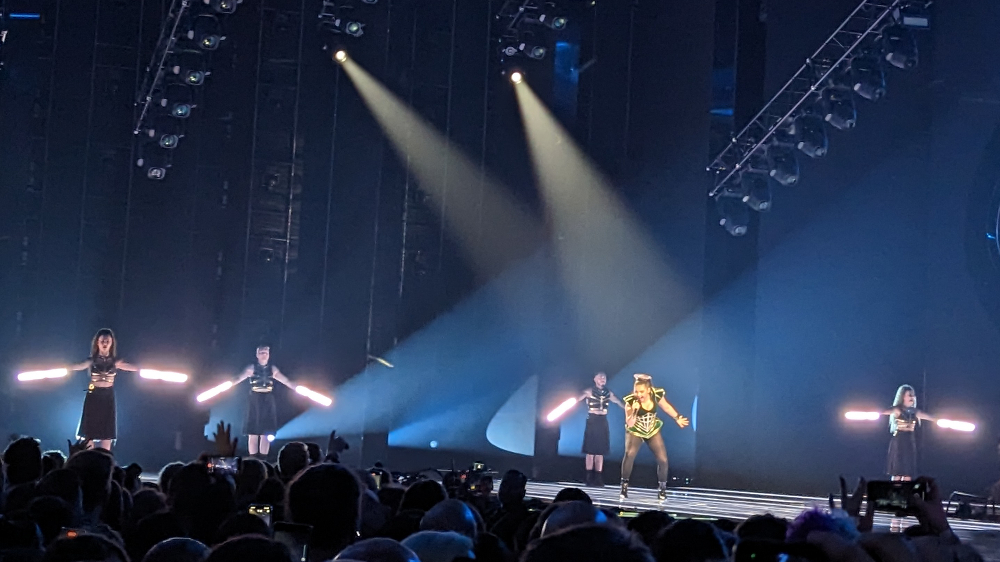
Alessandra v Liverpoolu (2023)
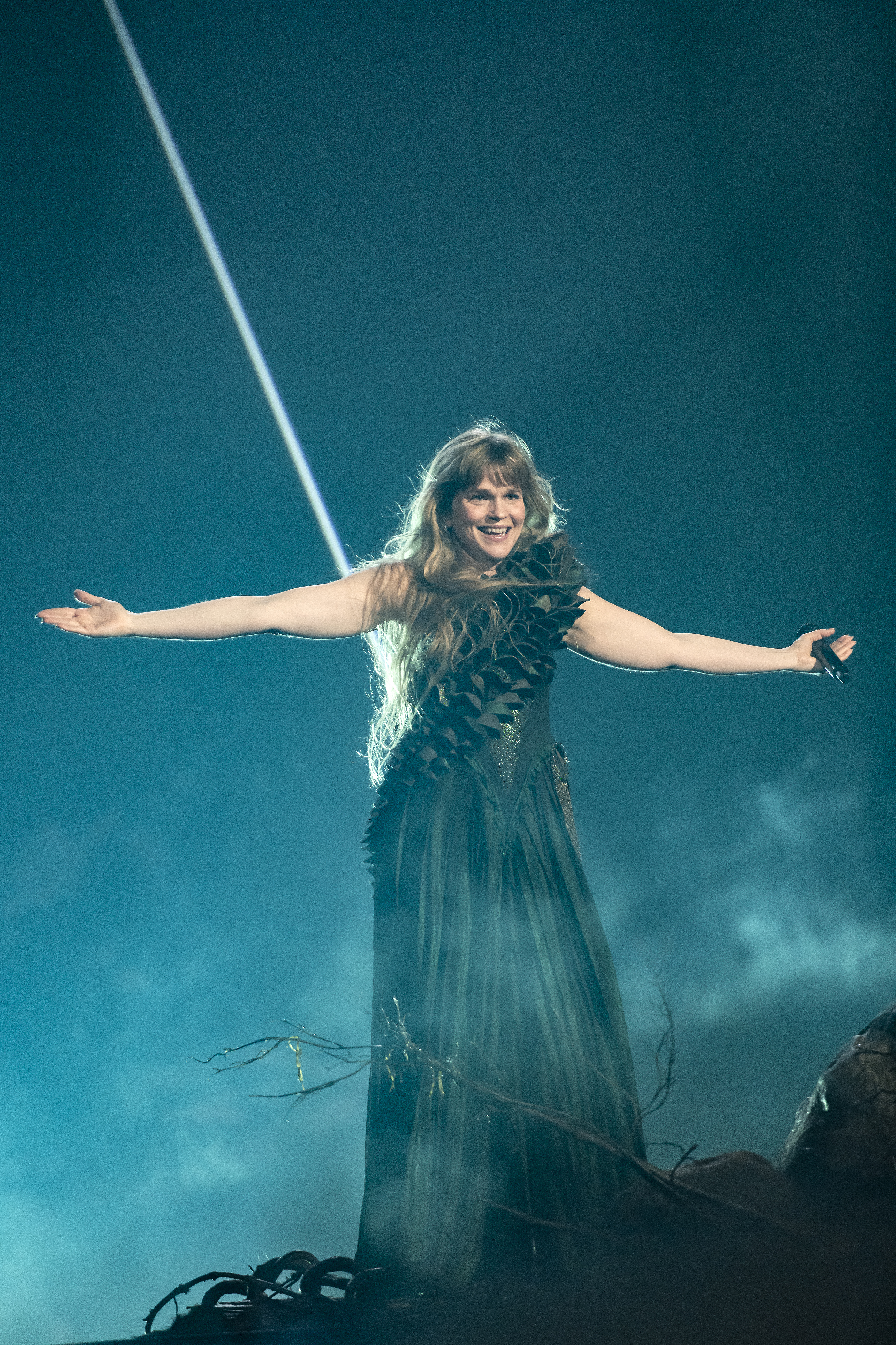
Gåte v Malmö (2024)
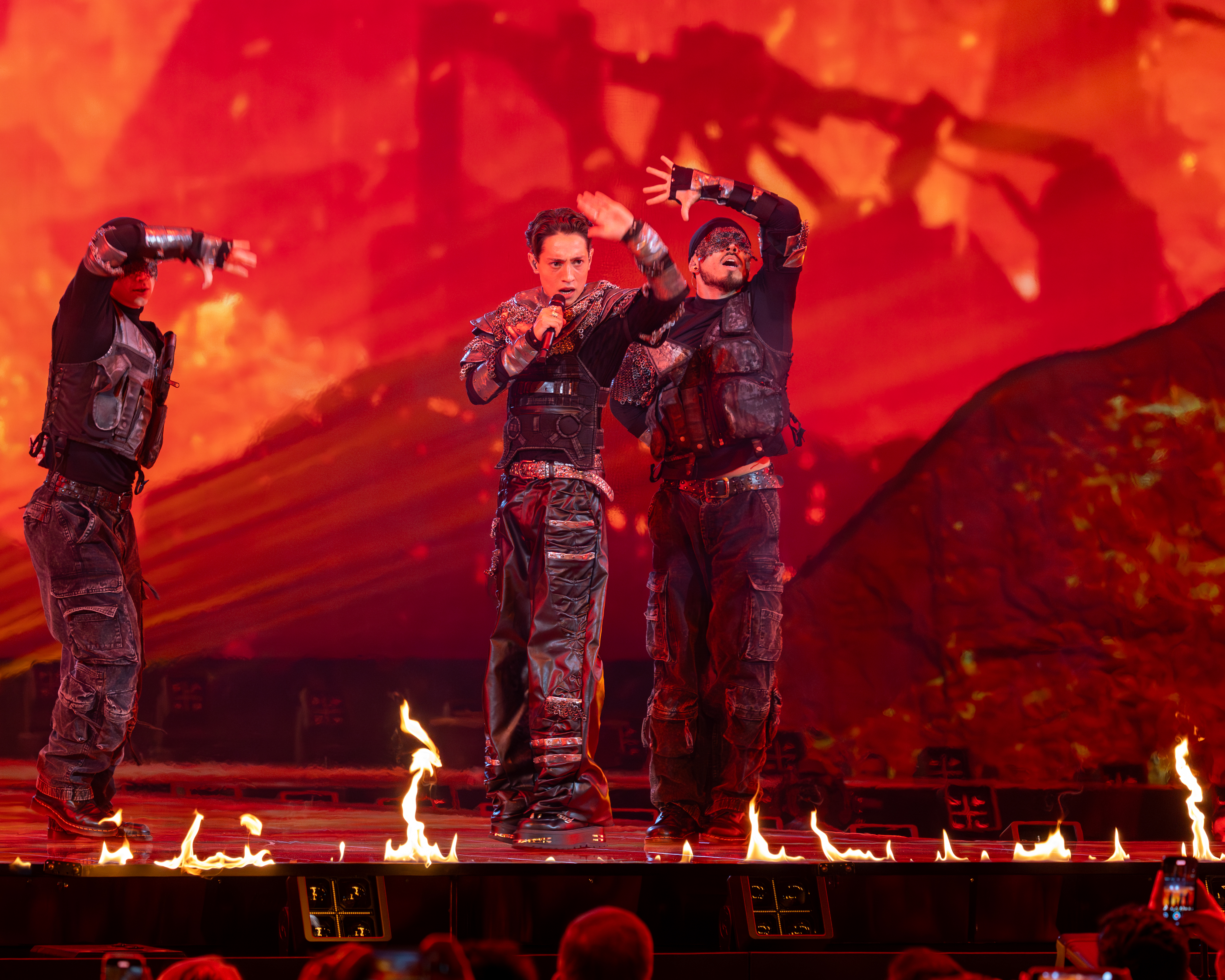
Kyle Alessandro v Basileji (2025)